# Take Me Home (musikalbum)
Take me home är pojkbandet One Directions andra studioalbum, och släpptes den 9 november 2012. Albumet spelades in mellan maj och oktober 2012, i Stockholm, Los Angeles och London. 

Albumet har i Sverige getts ut i tre olika versioner, en Standard Edition med 13 låtar, samt Yearbook Edition och Super Deluxe Boxset med 17 låtar. Skivan fick mestadels bra kritik. Skivan sålde bra i flera länder och har legat etta på listorna i bland annat USA, Storbritannien och även i Sverige. 

## Låtlista
| Nr  | Titel                    | Kompositör                                                                                                   | Producent(er)                              | Längd |
| --- | ------------------------ | --- | ------------------------------------------ | ----- |
| 1.  | Live While We're Young   | Rami Yacoub, Carl Falk, Savan Kotecha                                                                        | Yacoub, Falk                               | 3:20  |
| 2.  | Kiss You                 | Yacoub, Falk, Kotecha, Shellback, Kristian Lundin, Albin Nedler, Kristoffer Fogelmark                        | Yacoub, Falk                               | 3:03  |
| 3.  | Little Things            | Ed Sheeran, Fiona Bevan                                                                                      | Jake Gosling                               | 3:39  |
| 4.  | C'mon, C'mon             | Jamie Scott, John Ryan, Julian C. Bunetta                                                                    | Bunetta                                    | 2:45  |
| 5.  | Last First Kiss          | Nedler, Fogelmark, Yacoub, Falk, Kotecha, Harry Styles, Liam Payne, Zayn Malik, Louis Tomlinson, Niall Horan | Yacoub, Falk, Fogelmark, Nedler            | 3:23  |
| 6.  | Heart Attack             | Yacoub, Falk, Kotecha, Shellback, Lundin                                                                     | Yacoub, Falk                               | 2:56  |
| 7.  | Rock Me                  | Lukasz Gottwald, Henry Walter, Peter Svensson, Allan Grigg, Sam Hollander                                    | Dr. Luke, Cirkut, Emily Wright, KooolKojak | 3:20  |
| 8.  | Change My Mind           | Yacoub, Falk, Kotecha                                                                                        | Yacoub, Falk                               | 3:32  |
| 9.  | I Would                  | Tom Fletcher, Danny Jones, Dougie Poynter                                                                    | Bunetta, Sam Waters                        | 3:21  |
| 10. | Over Again               | Sheeran, Robert Conlon                                                                                       | Gosling                                    | 3:02  |
| 11. | Back for You             | Fogelmark, Nedler, Kotecha, Payne, Styles, Tomlinson, Yacoub, Malik, Horan                                   | Yacoub, Falk, Nedler, Fogelmark            | 2:58  |
| 12. | They Don't Know About Us | Tebey, Tommy Lee James, Peter Wallevik, Tommy Gee                                                            | Ottoh, Bunetta                             | 3:20  |
| 13. | Summer Love              | Horan, Hector, Steve Robson, Lindy Robbins, Malik, Payne, Tomlinson, Styles                                  | Robson                                     | 3:28  |

| 14. | She's Not Afraid | Scott, Ryan, Bunetta                            | Bunetta                 | 3:18 |
| 15. | Loved You First  | Tebey, Bunetta, Ryan, James                     | Bunetta                 | 3:19 |
| 16. | Nobody Compares  | Yacoub, Falk, Kotecha, Shellback                | Yacoub, Falk, Shellback | 2:48 |
| 17. | Still the One    | Yacoub, Falk, Kotecha, Payne, Tomlinson, Styles | Yacoub, Falk, Shellback | 3:03 |

| 14. | She's Not Afraid   | Scott, Ryan, Bunetta                                             | Bunetta                 | 3:18 |
| 15. | Loved You First    | Tebey, Bunetta, Ryan, James                                      | Bunetta                 | 3:19 |
| 16. | Nobody Compares    | Yacoub, Falk, Kotecha, Shellback                                 | Yacoub, Falk, Shellback | 3:31 |
| 17. | Still the One      | Yacoub, Falk, Kotecha, Payne, Tomlinson, Styles                  | Yacoub, Falk, Shellback | 3:03 |
| 18. | Truly Madly Deeply | Travor Dahl, Toby Gad, Robbins                                   | Yacoub, Falk            | 4:43 |
| 19. | Magic              | Yacoub, Falk, Kotecha                                            | Yacoub, Falk, Shellback | 3:45 |
| 20. | Irresistible       | Fletcher, Horan, Jones, Malik, Payne, Poynter, Styles, Tomlinson | Bunetta, Waters         | 3:08 |

| 14. | Truly Madly Deeply | Travor Dahl, Toby Gad, Robbins                                   | Yacoub, Falk            | 4:43 |
| 15. | Magic              | Yacoub, Falk, Kotecha                                            | Yacoub, Falk, Shellback | 3:45 |
| 16. | Irresistible       | Fletcher, Horan, Jones, Malik, Payne, Poynter, Styles, Tomlinson | Bunetta, Waters         | 3:08 |
| 17. | One Thing (Live)   | Yacoub, Falk, Kotecha                                            | Yacoub, Kotecha         | 3:28 |
| 18. | I Wish (Live)      | Yacoub, Falk, Kotecha                                            | Yacoub, Falk            | 3:39 |

| 14. | She's Not Afraid                                            | Scott, Ryan, Bunetta                            | Bunetta                 | 3:18 |
| 15. | Loved You First                                             | Tebey, Bunetta, Ryan, James                     | Bunetta                 | 3:19 |
| 16. | Nobody Compares                                             | Yacoub, Falk, Kotecha, Shellback                | Yacoub, Falk, Shellback | 3:31 |
| 17. | Still the One                                               | Yacoub, Falk, Kotecha, Payne, Tomlinson, Styles | Yacoub, Falk, Shellback | 3:03 |
| 18. | One Thing (Live)                                            | Yacoub, Falk, Kotecha                           | Kotecha, Yacoub         | 3:28 |
| 19. | What Makes You Beautiful (Live)                             | Yacoub, Falk, Kotecha                           | Yacoub, Falk            | 3:49 |
| 20. | Moments (Live)                                              | Sheeran, Hulbert                                | Hulbert                 | 5:10 |
| 21. | One Direction backstage at the 2012 iTunes Festival (Video) |                                                 |                         | 4:26 |